# Giochi d'estate (film 2011)
Giochi d'estate è un film svizzero del 2011 diretto da Rolando Colla.
Presentato in anteprima fuori concorso al Festival di Venezia 2011, il film è stato selezionato per rappresentare la Svizzera alle candidature a miglior film straniero alla ottantaquattresima edizione dei premi Oscar.

## Trama
Nic, un ragazzo di dodici anni proveniente da una famiglia violenta, incontra Marie durante una vacanza estiva al mare.

## Produzione
Le riprese sono state effettuate in Toscana durante l'estate 2010, iniziate a Marina di Grosseto il 21 giugno e sono continuate fino al 6 agosto, per sette settimane, in altre località della Maremma, come Follonica, Gavorrano, Castiglione della Pescaia, Orbetello, Porto Santo Stefano e il Monte Argentario.

## Distribuzione
Il film è stato trasmesso per la prima volta il 28 giugno 2014 su Rai 1.